# 米洛維亞洋
米洛維亞洋（Mirovia，來自俄語 мировой，全球的）是一個假設中曾經存在於11億至7.5億年前新元古代，圍繞超大陸羅迪尼亞大陸的超級海洋。米洛維亞洋的範圍可能和稍後在羅迪尼亞大陸分裂時的泛非洋相同，或者是其前身。米洛維亞洋在新元古代時期因為泛大洋（或稱古太平洋）的擴張而開始隱沒。
米洛維亞洋的地質證據是在新元古代中期的成冰紀，當時的地球進入冰河期，米洛維亞洋的凍結深度可能至 2000 公尺深；這是雪球地球假說的一部分。